# Карбонова ангідраза II
Карбонова ангідраза II (англ. Carbonic anhydrase 2) – білок, який кодується геном CA2, розташованим у людей на короткому плечі 8-ї хромосоми. Довжина поліпептидного ланцюга білка становить 260 амінокислот, а молекулярна маса — 29 246.
| 10         |  | 20         |  | 30         |  | 40         |  | 50         |
| ---------- |  | ---------- |  | ---------- |  | ---------- |  | ---------- |
| MSHHWGYGKH |  | NGPEHWHKDF |  | PIAKGERQSP |  | VDIDTHTAKY |  | DPSLKPLSVS |
| YDQATSLRIL |  | NNGHAFNVEF |  | DDSQDKAVLK |  | GGPLDGTYRL |  | IQFHFHWGSL |
| DGQGSEHTVD |  | KKKYAAELHL |  | VHWNTKYGDF |  | GKAVQQPDGL |  | AVLGIFLKVG |
| SAKPGLQKVV |  | DVLDSIKTKG |  | KSADFTNFDP |  | RGLLPESLDY |  | WTYPGSLTTP |
| PLLECVTWIV |  | LKEPISVSSE |  | QVLKFRKLNF |  | NGEGEPEELM |  | VDNWRPAQPL |
| KNRQIKASFK |  |            |  |            |  |            |  |            |

A: Аланін

C: Цистеїн

D: Аспарагінова кислота

E: Глутамінова кислота

F: Фенілаланін

G: Гліцин

H: Гістидин

I: Ізолейцин

K: Лізин

L: Лейцин

M: Метіонін

N: Аспарагін

P: Пролін

Q: Глутамін

R: Аргінін

S: Серин

T: Треонін

V: Валін

W: Триптофан

Цей білок за функцією належить до ліаз. 
Білок має сайт для зв'язування з іонами металів, іоном цинку. 
Локалізований у клітинній мембрані, цитоплазмі, мембрані.